# 井野正揮
井野 正揮（いの まさき、1917年（大正6年）5月1日 - 1977年（昭和52年）6月7日）は、昭和期の国家公務員（厚生省）、政治家。日本社会党所属の衆議院議員（1期）、登別開拓農業協同組合長。

## 経歴
広島県出身。牛馬商・井野京一の息子として生まれた。小学校入学直前に北海道上川郡に移住。1931年（昭和6年）美瑛尋常高等小学校卒。20歳で徴兵され野砲兵第7連隊に所属し、衛生兵として満洲、中国を転戦し、陸軍軍曹で終戦を迎えた。
戦後、厚生事務官となり、国立八雲病院勤務、国立登別病院庶務課長、同事務長を歴任。日本社会党に入党し、1951年（昭和26年）北海道議会議員となり4期在任した。
1967年（昭和42年）の第31回衆議院議員総選挙において北海道4区から日本社会党公認で立候補したが落選。次の1969年（昭和45年）第32回衆議院議員総選挙で当選した。衆議院議員は1期務めた。1968年（昭和43年）9月27日の『文藝春秋』に、登別開拓農業組合長として金銭の不正があるとの記事が掲載された。事実無根として文藝春秋を東京地方検察庁に告訴したが、井野の秘書が逮捕され、井野本人も東京地方裁判所に起訴されため、1972年（昭和47年）第33回衆議院議員総選挙には出馬しなかった。
その後、裁判で地元と東京を往復する以外は、公的な場に出席することはなかった。1977年、東京地裁の判決前に脳溢血のため国立登別病院で死去した。同年6月21日、葬儀が登別商工会館で執り行われ、葬儀委員長を田村仙一郎登別市長が務めた。

## 親族
- 長男は登別市議会議員、北海道議会議員[13]を務めた井野厚。1948年1月4日生まれ[14]。日本大学卒業後[15]、代議士秘書[16]、登別市議などを経て[15][16]、1983年の北海道議選に日本社会党公認で立候補したが落選[17]。1987年に無所属（革新系）から立候補し、当選[17]。以来、5回連続当選。2007年の選挙で自民党公認で立候補した堀井学に敗れた[17][18]。2022年9月7日死去[19]。死去後正五位に叙された[20]。

## 選挙歴
| 当落 | 選挙                   | 執行日         | 年齢 | 選挙区      | 政党       | 得票数    | 得票率 | 定数 | 得票順位 /候補者数 | 政党内比例順位 /政党当選者数 |
| ---- | ---------------------- | -------------- | ---- | ----------- | ---------- | --------- | ------ | ---- | ------------------ | ---------------------------- |
| 落   | 第31回衆議院議員総選挙 | 1967年01月29日 | 49   | 旧北海道4区 | 日本社会党 | 7万9100票 | 14.5%  | 5    | 6/7                | /                            |
| 当   | 第32回衆議院議員総選挙 | 1969年12月27日 | 52   | 旧北海道4区 | 日本社会党 | 6万9581票 | 13%    | 5    | 4/8                | /                            |